# Donezplatte
Die Donezplatte (auch Donezrücken) ist ein bis 369 m hoher, plateauartiger Höhenzug in der Ukraine und in Russland.
Sie ist Teil der großen Osteuropäischen Ebene und liegt hauptsächlich in der Ukraine, nur ihr äußerster Südosten reicht noch in den europäischen Teil von Südwest-Russland. Sie befindet sich südlich des Flusses Siwerskyj Donez zwischen dem Asowschen Meer im Süden, dem Asowschem Hochland im Südwesten und der Mittelrussischen Platte im Norden. Im Südosten grenzt sie an die Manytschniederung.
Das mittelgebirgsartige Landschaftsbild der recht stark besiedelten Donezplatte ist gekennzeichnet durch hügelige und bergige Bereiche, in die sich ein paar kleinere Flüsse eingegraben haben. Die höchste Erhebung ist der Mohyla Metschetna, der gleichzeitig der dominanteste Berg der Ukraine ist.
Die größten Städte in oder am Rand der Donezplatte sind unter anderem: Donezk, Horliwka, Makijiwka, Stachanow und Luhansk.